# 苟角镇
苟角镇，是中华人民共和国四川省广安市岳池县下辖的一个乡镇级行政单位。

## 行政区划
苟角镇下辖以下地区：
龙桥社区、饭滩桥村、羊子山村、雷打石村、石龙桥村、花庙子村、倒碑村、老面房村、红土地村、烂朝门村、懒土地村、白云观村、乡里祠村、白鹤观村、小麦山村、灯草行村、水浮山村、方石坝村、大梨树村、古坟梁村、杨家桥村、蛤蟆口村、官斗山村、墨斗溪村、马应山村、朱家坝村、庵堂沟村、南溪桥村、范家坝村、双土地村、回龙庙村、安家坝村、曾拱桥村、薛家坪村、圣德山村、熊家沟村、凉水井村、石板坡村、回龙寺村、吴家坡村、红朝门村、高岩头村、桂林桥村、风门坳村、安乐寨村、关公庙村、走马坪村、长五间村、猫儿石村、四方井村和三清村。

## 维稳措施
2023年8月17日，为了加强道路交通安全管理，岳池县公安局决定自2023年8月24日起，启用电子监控自动抓拍系统，加强道路安全监管。